# Wiechlina wiotka
Wiechlina wiotka, wyklina wiotka (Poa laxa Haenke) – gatunek rośliny należący do rodziny wiechlinowatych. W Polsce występuje w Karkonoszach, na Babiej Górze i w Tatrach (tu jest bardzo pospolity). Status gatunku we florze Polski: gatunek rodzimy.

## Morfologia

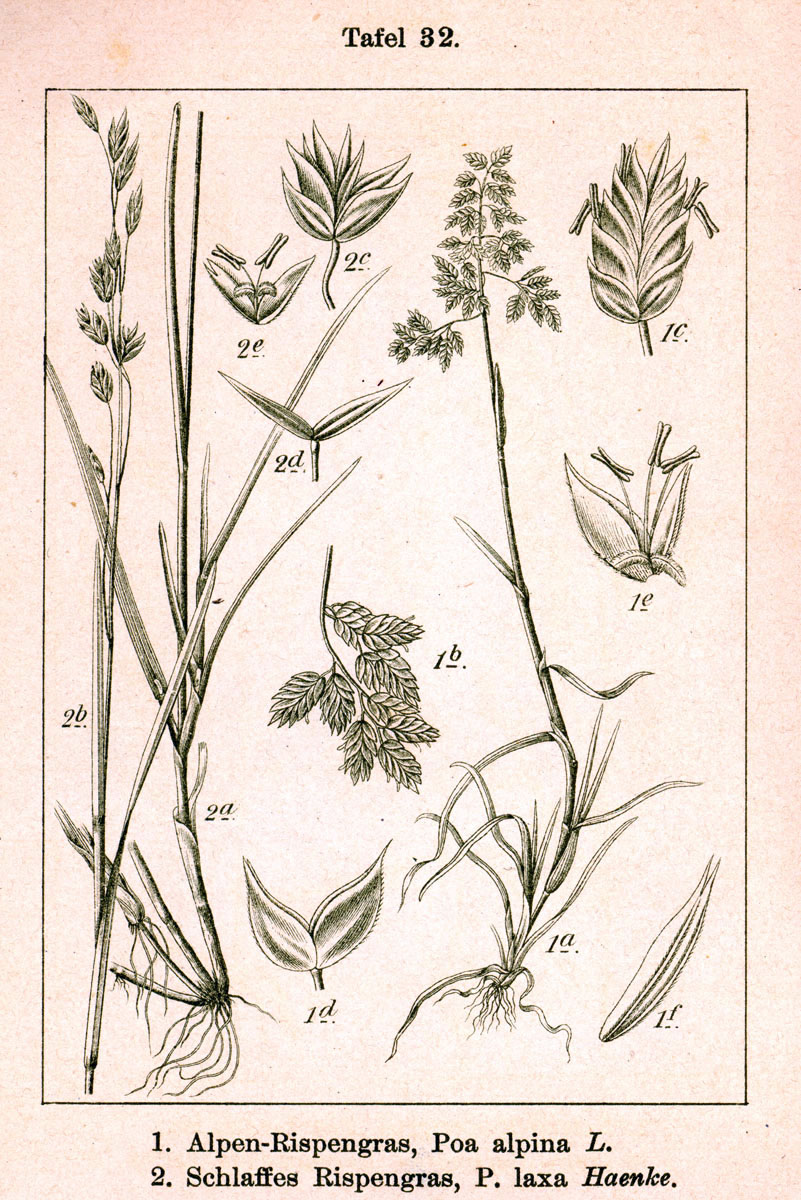
Wiechlina alpejska (1) i wiechlina wiotka (2)

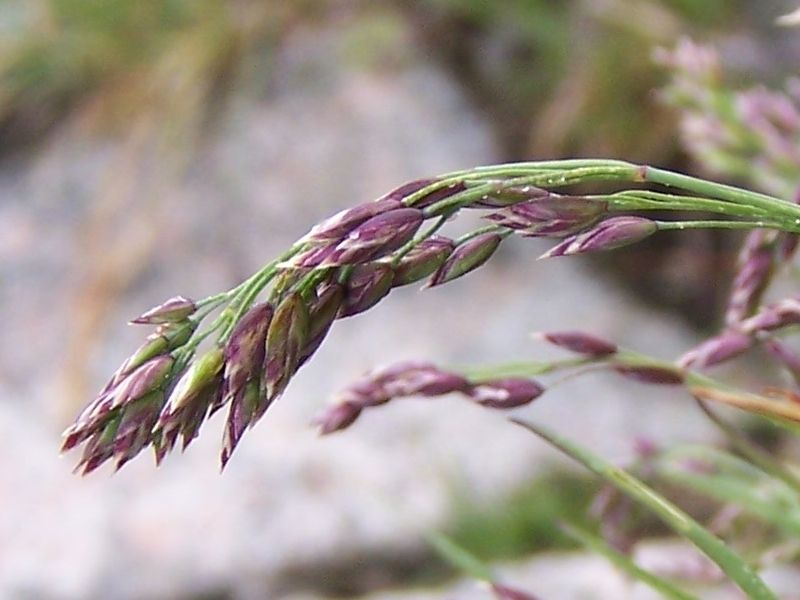
Wiecha

PokrójRoślina tworząca luźne kępki. Ma żywozielony kolor.
ŁodygaŹdźbła gładkie i okrągłe, o wysokości 5-30 cm. Kolanka występują tylko w dolnej części źdźbła. Boczne pędy wyrastające u nasady źdźbła przebijają pochwy liściowe.
LiścieWąskie, o długich i gładkich pochwach. Języczek ma długość 3-4 mm.
KwiatyŚcieśniona wiecha o długości do 7 cm, cienkich i gładkich gałązkach i niedużej liczbie kłosków. Jej wierzchołek przewiesza się w dół. Gałązki wiechy zwykle pozbawione są u podstawy odgałęzień drugiego rzędu (czasami mają jedno tylko odgałęzienie). Przeważnie 3-kwiatowe kłoski mają długość 4-5 i są fioletowo wybarwione. Obydwie plewy mają po 3 nerwy. Dolna plewka ma na grzbiecie wyraźnie widoczną linię grzbietową. Środkowy nerw ich dolnej plewki jest w ok. połowie długości jedwabiście owłosiony odstającymi włoskami. Dwa nerwy skrajne są tak owłosione do ok. ¼ swojej długości. Pylniki mają długość 0,6-1 mm.

## Biologia i ekologia
- Rozwój: bylina, hemikryptofit. Kwitnie od lipca do sierpnia[5].
- Siedlisko: Skały, upłazy, murawy. Roślina kwasolubna, rośnie głównie na podłożu niewapiennym[5]. W Tatrach występuje głównie w piętrze kosówki i piętrze alpejskim, ale spotkać ją można również w piętrze turniowym[6].
- W syntaksonomii gatunek charakterystyczny dla rzędu (O.) Androsacetalia alpinae[7].